# Mielniki unió
Mielniki unió (ritkábban piotrków–mielniki unió), Lengyel–Litván Unió, melyet Piotrków Trybunalskiban kötöttek 1501. október 3-án, majd Jagelló Sándor 1501. október 23-án megerősített Mielnikben.

## Az unió előzményei
1492–1501 között a Lengyel Királyságot és a Litván Nagyfejedelemséget elég szoros dinasztiális unió kapcsolta össze. A két állam száz éve tartó szoros kapcsolatai annak ellenére, hogy külön uralkodójuk volt, nem szakadtak meg. Litvániát lefoglalta a moszkvai politikája és tatár kapcsolatai. Lengyelország képviselte a litván érdekeket az Oszmán Birodalomban, a nyugati államokban és a Vatikánban, mint ahogy ez történt Jagelló Kázmér király alatt.
1499-ben mindkét fél hasznosnak ítélte a szövetség szorosabbra fűzését és biztosítását egy esetleges lazítással szemben arra az esetre, ha az uralkodók különválása esetleg tovább tart és a krakkó–vilniusi unióban rögzített szoros politikai-katonai szövetség megszakadna.
János Albert halála 1501-ben megnyitotta az utat öccse Sándor litván nagyfejedelem számára a lengyel trón felé és a visszatérést a perszonálunióhoz.
A két ország kormányzó elitje meg volt arról győződve, hogy szükséges az unió, mások voltak azonban az indítékaik és máshogy látták az unió tartalmát. A litvánoknak fontos volt, hogy katonai segítséget kapjanak Lengyelországtól a Moszkvai Nagyfejedelemséggel folytatott háborújukban. Nem akarták azonban az uniót a perszonáluniónál szorosabbra fűzni, mivel féltek attól, hogy csökken a nagyfejedelemség önállósága. A lengyelek a kapcsolat elmélyítésében voltak érdekeltek, különösen a Jagellók számukra kedvezőtlen öröklési rendjének kiterjesztése miatt, ami gyakorlatilag megfosztotta a lengyeleket attól, hogy szabadon megválaszthassák uralkodójukat, amellett, hogy formálisan a lengyel trónon választott uralkodó ült.

## Tárgyalások
A két ország kölcsönös helyzete az 1499-ben aláírt krakkó–vilniusi unió óta megváltozott, amikor a litvánok nem hagyták, hogy számukra előnytelen részek is belekerüljenek. Lengyelország kilábalt a sikertelen moldovai hadjárat következményeiből, ellenben az 1500-ban Moszkva által megtámadott Litvánia komoly nehézségekkel küzdött és azzal a veszéllyel kellett szembenéznie, hogy területének jelentős részét elveszíti. A litván hadsereg veresége a wiedroszai csatában megmutatta a nagyfejedelemség katonai gyengeségét. A lengyelek kihasználták Litvánia nehéz helyzetét és a Piotrkówban folyó tárgyalásokon áterőszakolták álláspontjukat. Annak ára, hogy a lengyel koronát Sándor nagyfejedelem megkapja és a Moszkvával vívott háborúban a lengyel segítséget kapjanak az volt, hogy hozzájáruljanak a két állam hosszútávú együttműködéséhez, mely valóban teljes unió lesz, melyben a lengyelek dominálnak. Mindkét dokumentumot, a választási okmányt és az unió okmányát egy napon (október 3-án) Piotrkówban írták alá. A nagyfejedelem türelmetlenül várt Mielnikben a tanácskozások eredményére, majd október 23-án megerősítette az uniót és ezen kívül október 6-án hozzá kellett járulnia a mielniki kiváltságokhoz is, mely tényleges hatalmat adott a lengyel királyságban az uralkodónak és képviselőinek – a szenátusoknak.

## Az unió rendelkezései
- A Lengyel Királyság és a Litván Nagyfejedelemség egyesülése egy államban „(egyesülnek és összeolvadnak egy elválaszthatatlan és egyforma testbe)”.
- A közös uralkodó: a lengyel király közös választása. Ebben részt vesznek a litván részről a püspökök és katolikusok, a vajdák és a várispánok. Akkor ez 9 személyt jelentett (4 püspök, 3 vajda, 2 várispán), ráadásul hiányzásuk nem gátolta a választás érvényességét. A Jagellók ezzel elveszítették a trón öröklésének jogát Litvániában.
- A kölcsönös katonai segítség kötelezettsége.
- Az egész állam ügyeiről közös tanácsnak kell üléseznie. Mindkét fél köteles részt venni a másik felet érintő kérdések megvitatásán is, és segíteni a felmerült kérdés megoldásában.
- Egységesíteni kell a pénzeket, egyforma alakú és súlyú érméket kell bevezetni.
- Minden megállapodást, melyet az egyik állam köt más államokkal, elismer a másik fél is, azzal a feltétellel, hogy nem káros a másik félre.
- Bevezetik a sztaroszták és hivatalnokok esküjét, amikor elfoglalják hivatalukat.
- Minden eljövendő uralkodó kötelessége a Lengyel Királyság és a Litván Nagyfejedelemség összes törvényének megerősítése a koronázás alatt.
- A megkötött egyezmény „örök időre” kötelező.
- Az egyezményt az összes litván főpapnak, úrnak, nemesnek és bojárnak meg kell erősítenie.

## Az unió a gyakorlatban
A mielniki unió kötelezettségei túlmutatnak az egyszerű perszonálunión. Megvalósítása elvezetett a két állam tényleges egyesítéséhez, vagyis a valódi unióhoz. Ezeket az előírásokat azonban nem tartották be. Nem hívtak össze közös tanácsot (szejmet), nem egységesítették a pénzérméket. A gyakorlatban a Lengyelország és Litváni közötti szövetség perszonálunió maradt, hasonlóan, mint ahogy Jagelló Kázmér alatt volt. A megállapodás realizációját Sándor király és a nagyfejedelemség politikai elitben többséget szerzett unióellenző tábor megakadályozta.
A Jagellók számára elfogadhatatlan volt a közös lengyel–litván uralkodó választhatósága. A dinasztia elvesztette öröklött utódlási jogát a litván trónra, és nem volt garanciája arra, hogy az ő megbízottait választják lengyel királynak, ami azt eredményezheti, hogy a következő választáson mindent elveszíthetnek. A szövegben nem található semmilyen, a litvánok számára kényes kifejezés, mely Litvánia bekebelezésére (csatolásra, egyesítésre) utalna. A litvánok elégedetlenségét elmélyítette a csalódás, amit az Oroszországgal folytatott háborúhoz nyújtott lengyel segítség hasznossága okozott. Az 1503-ban kötött fegyverszüneti szerződésben a nagyfejedelemség lemondott területének körülbelül 30%-áról Moszkva javára.
Ebben a helyzetben Sándor és a litvánok kihasználták az unióban előírt ratifikációt. Ezt a litván szejmben, Bresztben kellett lefolytatni 1505-ben. A király és a litván főurak többsége elvetette az uniót (aki mellette szavazott, például Jan Zabrzeziński nagymarsall, elvesztette állását). Nem került be az ugyanebben az évben megalkotott Łaski-statútumba sem, az első egységes lengyel törvénygyűjteménybe.
A gyakorlatban nem realizált mielniki uniót ennek ellenére a lengyel és litván történelem fontos eseményének ismerik el. Megkötésének és elutasításának körülményei bepillantást engednek a lengyel–litván viszony korabeli állására. A szövetségnek, mint politikai programnak realizálása lehetetlennek bizonyult 1501-ben, de mintául szolgált az 1569-es lublini unió számára.